# 1716 w muzyce
Wydarzenia muzyczne w 1716 roku.

## Wydarzenia
- Georg Philipp Telemann odwiedza Eisenach, gdzie zostaje wizytującym kapelmistrzem

## Dzieła
- Alessandro Marcello – concerti
- Tomaso Albinoni – concerti con oboe op. 7
- Michel Pignolet de Montéclair – Musette (Les festes de l'été)
- Alessandro Scarlatti – Ombre tacite e sole
- Georg Philipp Telemann – Concerto for 3 Trumpets, 2 Oboes, Timpani and Strings in D major
- Francesco Maria Veracini – Overture no 5 in B flat major
- Antonio Vivaldi – 6 Violin Sonatas (Opus 5)
- Domenico Zipoli – Sonate d'Intavolatura d'organo
- Jan Dismas Zelenka – Deus Dux fortissime
- Jan Dismas Zelenka – Currite ad aras w C

## Dzieła operowe
- Johann Joseph Fux – Angelica vincitrice
- Antonio Maria Bononcini – Sesostri re d'Egitto
- Johann Christoph Pepusch – Apollo and Daphne
- Antonio Vivaldi – Arsilda Regina di Ponto, La Constanza
- Antonio Lotti – Foca superbo, Ciro in Babilonia, Costantino

## Urodzili się
- 30 stycznia – Jean-François Rameau, francuski kompozytor i organista okresu baroku (zm. 1777)
- 21 marca[a] – Josef Seger, czeski kompozytor, organista, skrzypek i pedagog (zm. 1782)
- 12 kwietnia – Felice Giardini, włoski kompozytor i skrzypek pochodzenia francuskiego (zm. 1796)
- 16 września – Angelo Amorevoli, włoski śpiewak operowy (tenor) (zm. 1798)
- 19 listopada – Ernst Daniel Adami, niemiecki kapelmistrz, organista, nauczyciel, pisarz, dyrygent chóru i ewangelicki teolog (zm. 1795)
- 23 grudnia – Johann Heinrich Rolle, niemiecki kompozytor, skrzypek i organista (zm. 1785)

Data dzienna nieznana
- Johann Trier – niemiecki organista i kompozytor (zm. 1790)

## Zmarli
- Johann Aegidus Bach
- Carlo Giuseppe Testore